# 술람미

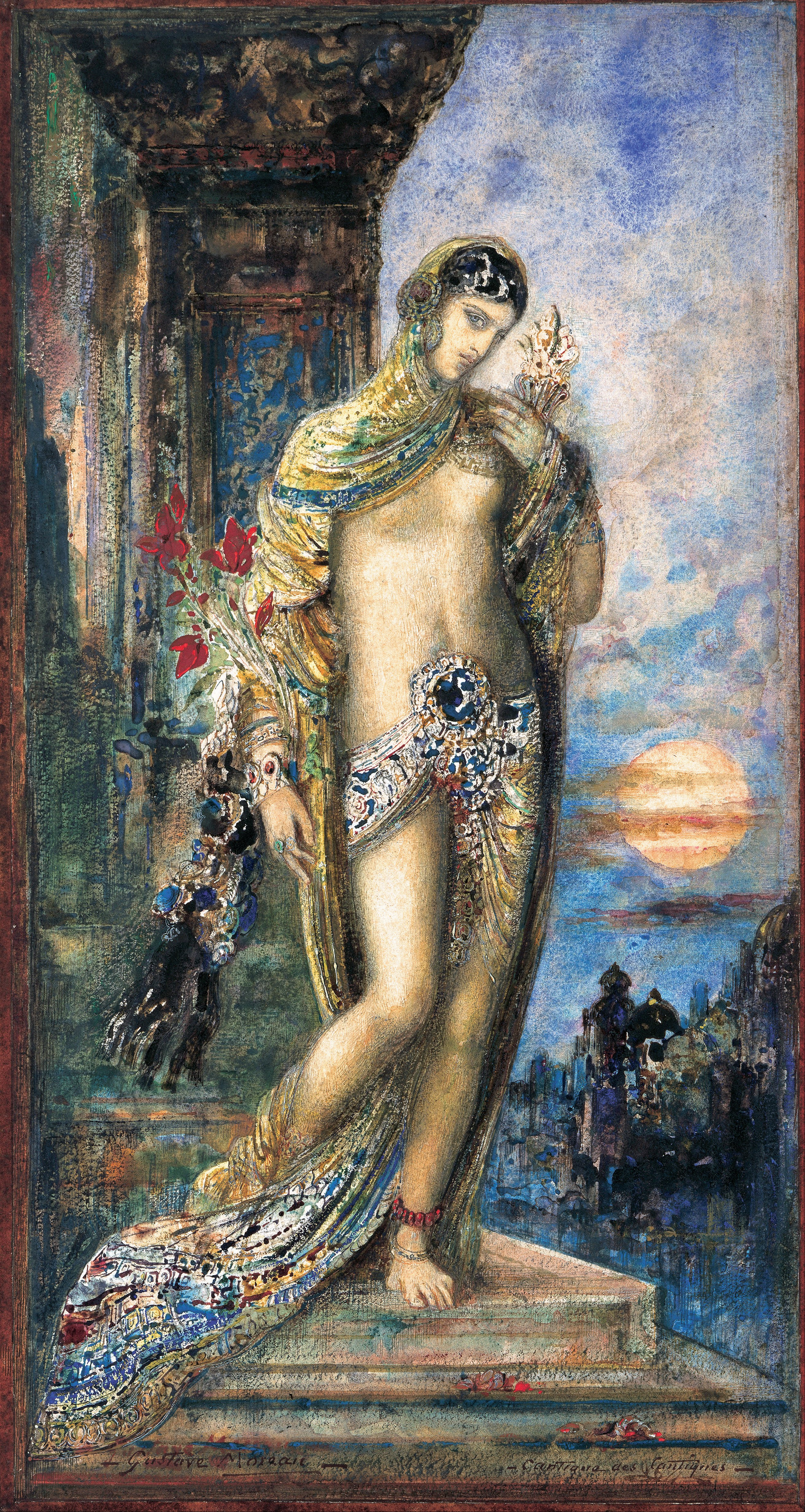

술람미(Shulamite)는 성서 아가서에 나오는 여성이다. 솔로몬의 사랑을 받았다. 그녀에 대하여 정체는 의견이 나눠지나 수넴 여인인 아비삭이라 말하기도 한다.

## 같이 보기
- 슈나미티즘